# Music Industry Awards 2011

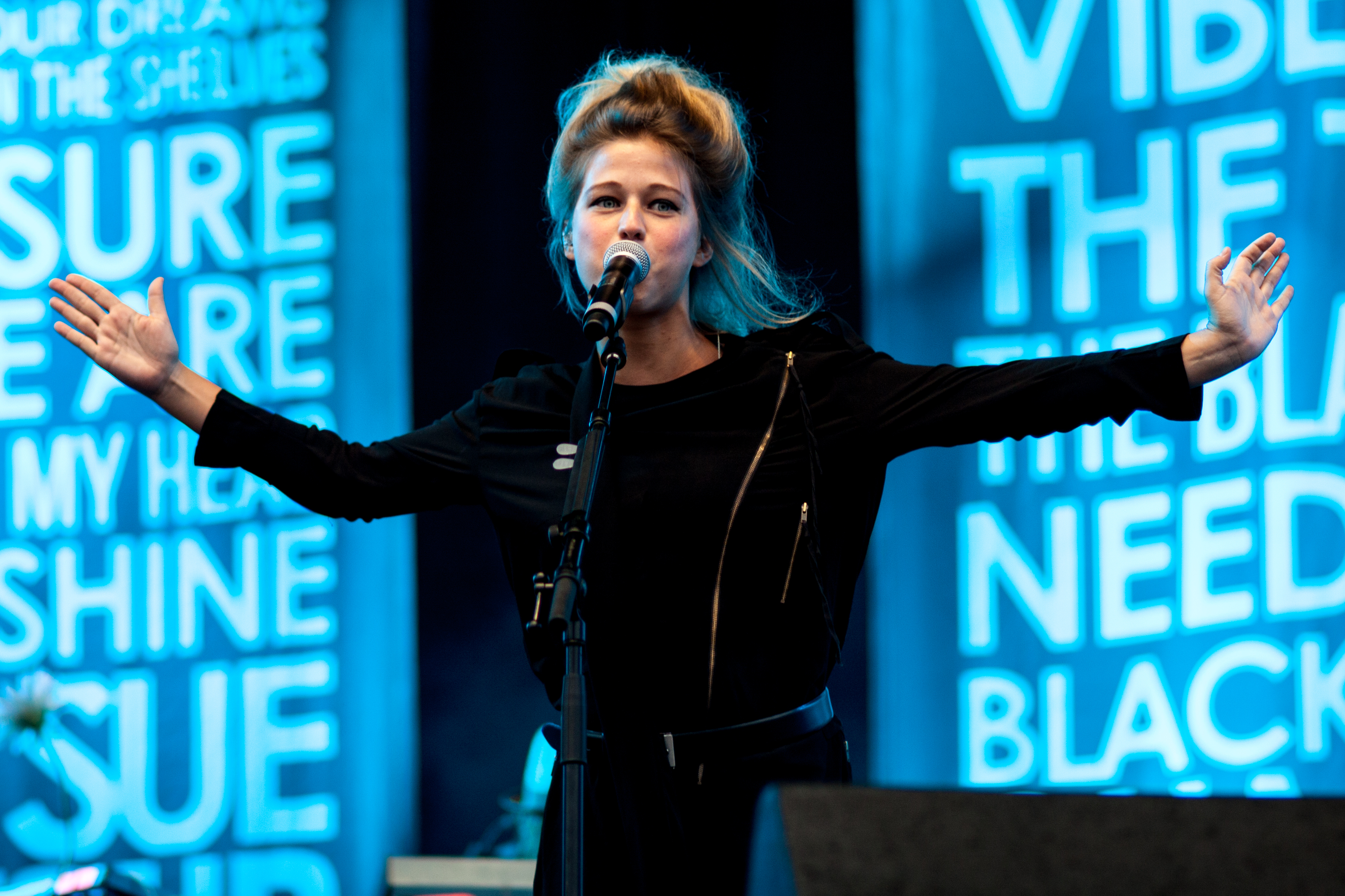
Selah Sue behoorde samen met Milow tot de winnaars van de MIA's.

De Music Industry Awards of MIA's van 2011 werden toegekend op 10 december 2011 in het Eurocam Media Center te Lint tijdens een door de VRT op één rechtstreeks uitgezonden televisieshow.
Voor de speciale en belangrijkste categorie, de "Hit van het jaar", kon het publiek net als in voorgaande jaren de uiteindelijke winnaar bepalen tijdens de televisieshow door middel van televoting. Voor 2011 waren MIA's te verdienen in zestien categorieën. Dit was één minder dan het jaar ervoor: de in 2010 ingevoerde MIA voor kidspop was in 2011 niet opnieuw te winnen.
De Belgisch-Australische singer-songwriter Gotye won de belangrijkste MIA: die voor "Hit van het jaar". Milow en Selah Sue wonnen ieder drie MIA's, Gotye en dEUS ieder twee. Opvallend: De MIA voor Beste album werd al vanaf de eerste editie in 2007 uitgereikt, en werd anno 2021 enkel nog maar in 2011 gewonnen door een vrouwelijke artiest, namelijk Selah Sue. 

## Winnaars en overige genomineerden 2011
Hieronder de volledige lijst van winnaars en overige genomineerden in elke categorie. De winnaars zijn aangeduid in vet.
| Categorie              | Genomineerden Winnaar                                                       | Voor                                                                  | Uitgereikt door        |
| ---------------------- | --------------------------------------------------------------------------- | --------------------------------------------------------------------- | ---------------------- |
| Hit van het jaar       | Gotye Hooverphonic Milow Selah Sue                                          | Somebody that I used to know The Night Before You and me This World   | publiek via televoting |
| Album                  | Raymond van het Groenewoud Amatorski dEUS Selah Sue                         | De laatste rit TBC Keep You Close Selah Sue                           | muziekindustrie        |
| Beste groep            | dEUS School is Cool Hooverphonic Das Pop                                    |                                                                       | publiek                |
| Soloartiest Man        | Gotye Gabriel Rios Milow Raymond van het Groenewoud                         |                                                                       | publiek                |
| Soloartiest Vrouw      | Selah Sue Geike Axelle Red Kato                                             |                                                                       | publiek                |
| Videoclip              | Milow Das Pop Gotye School is Cool                                          | You and me The game Somebody that I used to know In want of something | muzieksector           |
| Pop                    | Gotye Milow Selah Sue Hooverphonic                                          |                                                                       | publiek                |
| Nederlandstalig        | Raymond van het Groenewoud Senne Guns Bart Peeters Guido Belcanto           |                                                                       | publiek                |
| Dance/elektronica      | The Subs Arsenal Milk Inc. Goose                                            |                                                                       | publiek                |
| Rock/alternative       | dEUS School is Cool The Black Box Revelation Amatorski                      |                                                                       | publiek                |
| Populair               | Christoff Willy Sommers Bart Kaëll De Romeo's                               |                                                                       | publiek                |
| Live-act               | Triggerfinger School is Cool Milow dEUS                                     |                                                                       | publiek                |
| Doorbraak              | School is Cool Intergalactic Lovers Kato Kevin                              |                                                                       | muziekindustrie        |
| Auteur/componist       | Alex Callier Bram Vanparys Jonathan Vandenbroeck Raymond van het Groenewoud |                                                                       | muziekindustrie        |
| Muzikant               | Teun Verbruggen Bjorn Eriksson Steven De Bruyn Mauro Pawlowski              |                                                                       | muziekindustrie        |
| Artwork                | Amatorski dEUS Dez Mona Milow                                               | TBC Keep you close Sága North and South                               | muziekindustrie        |
| Best verkochte artiest | Selah Sue                                                                   |                                                                       | verkoopcijfers         |

## Meeste awards en nominaties

### Nominaties
| Aantal nominaties | Artiest                    |
| ----------------- | -------------------------- |
| 7                 | Milow                      |
| 5                 | Selah Sue                  |
| 5                 | School is Cool             |
| 5                 | dEUS                       |
| 4                 | Gotye                      |
| 4                 | Raymond van het Groenewoud |
| 3                 | Amatorski                  |
| 3                 | Hooverphonic               |
| 2                 | Das Pop                    |
| 2                 | Kato                       |

### Awards
| Aantal awards | Artiest   |
| ------------- | --------- |
| 3             | Selah Sue |
| 3             | Milow     |
| 2             | Gotye     |
| 2             | dEUS      |

Edities: 2007 · 2008 · 2009 · 2010 · 2011 · 2012 · 2013 · 2014 · 2015 · 2016 · 2017 · 2018 · 2019 · 2020 · 2021 · 2022 · 2023  · 2024

 Prijzen: Beste album · Hit van het jaar · Pop · Solo man 
· Solo vrouw · Doorbraak